# Dicranomyia (Dicranomyia) latebra
Dicranomyia (Dicranomyia) latebra is een tweevleugelige uit de familie steltmuggen (Limoniidae). De soort komt voor in het Neotropisch gebied.